# L'Olive
Pour les articles homonymes, voir Olive (homonymie).
L'Olive est un recueil de poèmes publié par Joachim du Bellay entre 1549 et 1550. L'auteur célèbre dans ce recueil une maîtresse imaginaire en s'inspirant de Pétrarque.

## Contexte

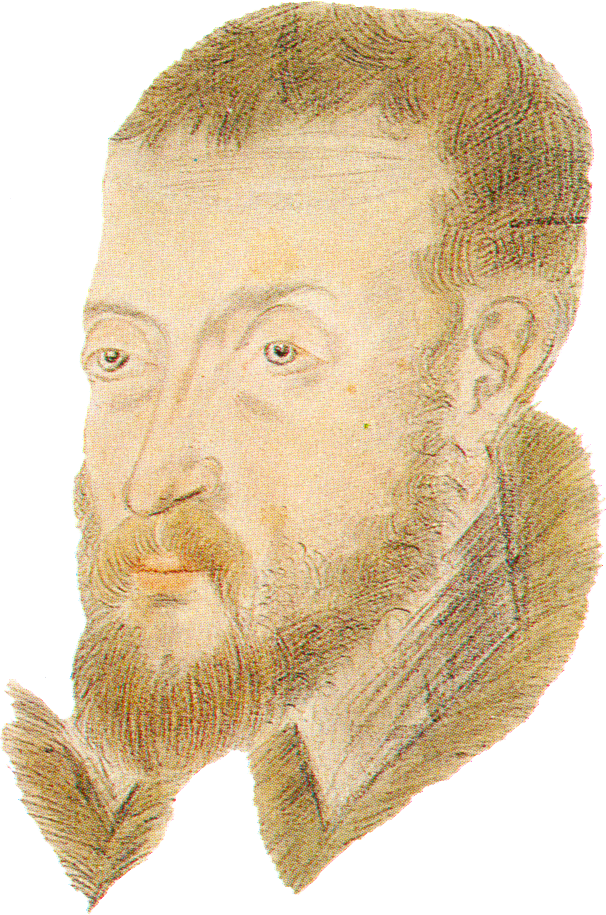
Joachim du Bellay.

Du Bellay rédige en 1549 un manifeste, la Défense et illustration de la langue française, considéré comme celui de la Pléiade, groupe de sept poètes (dont lui-même), Jacques Peletier du Mans, Rémy Belleau, Antoine de Baïf, Pontus de Tyard et Étienne Jodelle réunis autour de leur mentor Pierre de Ronsard. Il s'agit d'une réponse à l'Art poétique français de Thomas Sébillet. Ce texte théorique sert, selon George Hugo Tucker, aux trois recueils poétiques que Du Bellay publie l'année suivante : L'Olive, L'Antérotique et Vers lyriques.
Publié une première fois en 1549 puis en 1550 ,,  L'Olive est le premier recueil de sonnets de Du Bellay, imitant le style de l'italien Pétrarque et pouvant être considéré comme un Canzoniere à la française. Ce n'est néanmoins pas le premier recueil de ce type en France, puisque Maurice Scève avait publié cinq ans plus tôt, en 1544, son recueil Délie, objet de plus haute vertu. Cependant, c'est le premier recueil de sonnet amoureux, quelques semaines avant Les Erreurs amoureuses de Pontus de Tyard.

## Analyse
L'Olive comporte 50 sonnets écrits en 1549 mais en comportera 115 à sa publication en 1550 chez Corrozet et L'Angelier.
Le style est élevé, sinon abscons, bien que Du Bellay ait auparavant critiqué « l'obscurité » de Maurice Scève. Il s'agit d'un véritable cycle combinant pétrarquisme et néo-platonisme. Ce cycle raconte essentiellement la plainte d'un amant privé de sa Dame. Le style élevé est là pour suggérer l'aura divine de la femme aimée.

## Réception
La réception de L'Olive s'inscrit dans les polémiques autour des théories présentées dans la Défense et illustration de la langue française. Dans sa préface à sa traduction d'Iphigénie, Thomas Sébillet réplique à Du Bellay que ses théories et ses œuvres ne conduisent qu'à faire des œuvres de plagiat. Barthélémy Aneau, dans Le Quintil horacien, accuse également Du Bellay d'abandonner les formes françaises pour utiliser des formes étrangères, faisant ainsi un acte antipatriotique. Du Bellay réaffirme ses convictions dans la seconde préface à L'Olive, rédigée en réponse à ces objections en octobre 1550.